# Primera División de Venezuela 1980
La Primera División de Venezuela 1980 fue la 24.ª edición de la Primera División de Venezuela desde su creación en 1957. El torneo fue disputado por 11 equipos. Estudiantes de Mérida se coronó campeón.

## Sistema de competencia
Los 11 equipos se enfrentaron entre sí, dos veces, totalizando 20 partidos cada uno, al final los mejores 6 clasificaron a la fase final donde se volvieron a enfrentar. En la fase final se enfrentaron entre sí, dos veces, totalizando 10 partidos cada uno, al final el primer clasificado se coronó campeón y se clasificó a la Copa Libertadores 1981 mientras que el segundo fue subcampeón también consiguiendo un cupo para la Libertadores 1981.
Todos los equipos participantes eran patrocinados por empresas y compañías ().

## Equipos participantes
| Club                     | Estado           |
| ------------------------ | ---------------- |
| Atlético Falcón          | Falcón           |
| Atlético Zamora          | Barinas          |
| Deportivo Galicia        | Distrito Federal |
| Deportivo Italia         | Distrito Federal |
| Deportivo Lara           | Lara             |
| Deportivo Portugués      | Distrito Federal |
| Deportivo Táchira        | Táchira          |
| Estudiantes de Mérida    | Mérida           |
| Portuguesa F.C.          | Portuguesa       |
| Valencia F.C.            | Carabobo         |
| Universidad de Los Andes | Mérida           |

## Primera fase

### Tabla de posiciones
|     | Equipo                   | PTS | PJ | PG | PE | PP | GF | GC | DG  |
| --- | ------------------------ | --- | -- | -- | -- | -- | -- | -- | --- |
| 1.  | Portuguesa F.C.          | 29  | 20 | 10 | 9  | 1  | 22 | 9  | 13  |
| 2.  | Valencia F.C.            | 25  | 20 | 9  | 7  | 4  | 26 | 12 | 14  |
| 3.  | Atlético Zamora          | 22  | 20 | 7  | 8  | 5  | 24 | 15 | 9   |
| 4.  | Universidad de los Andes | 22  | 20 | 6  | 10 | 4  | 20 | 16 | 4   |
| 5.  | Estudiantes de Mérida    | 22  | 20 | 7  | 8  | 5  | 19 | 18 | 1   |
| 6.  | Deportivo Lara           | 22  | 20 | 6  | 10 | 4  | 16 | 16 | 0   |
| 7.  | Deportivo Táchira        | 21  | 20 | 6  | 9  | 5  | 18 | 15 | 3   |
| 8.  | Deportivo Galicia        | 18  | 20 | 3  | 12 | 5  | 17 | 18 | -1  |
| 9.  | Deportivo Italia         | 17  | 20 | 4  | 9  | 7  | 13 | 18 | -5  |
| 10. | Atlético Falcón          | 13  | 20 | 4  | 5  | 11 | 18 | 27 | -19 |
| 11. | Deportivo Portugués      | 9   | 20 | 1  | 7  | 12 | 8  | 27 | -19 |

|  |

|  | Clasificados a la fase final |

## Fase Final

### Tabla de posiciones
|    | Equipo                    | PTS | PJ | PG | PE | PP | GF | GC | DG |
| -- | ------------------------- | --- | -- | -- | -- | -- | -- | -- | -- |
| 1. | Estudiantes de Mérida (C) | 17  | 10 | 8  | 1  | 1  | 19 | 7  | 12 |
| 2. | Portuguesa F.C.           | 13  | 10 | 3  | 5  | 2  | 9  | 10 | -1 |
| 3. | Valencia F.C.             | 11  | 10 | 3  | 4  | 3  | 9  | 11 | 5  |
| 4. | Universidad de los Andes  | 9   | 10 | 3  | 3  | 4  | 12 | 11 | 1  |
| 5. | Deportivo Lara            | 8   | 10 | 1  | 6  | 3  | 7  | 10 | -3 |
| 6. | Atlético Zamora           | 5   | 10 | 0  | 5  | 5  | 8  | 15 | -7 |

|  | Campeón, clasificado para la Copa Libertadores 1981.    |
|  | Subcampeón, clasificado para la Copa Libertadores 1981. |